# 鳳山舊城孔子廟崇聖祠
鳳山舊城孔子廟崇聖祠，是位於臺灣高雄市左營區聖西里、蓮池潭畔、舊城國小內的鳳山舊城孔廟殘留建築，被視作祭祀孔子先世五代的崇聖祠，列為高雄市定古蹟。二次大戰後的高雄市首次祭孔典禮（1947年8月28日），即是在崇聖祠舉行。

## 沿革歷史

### 早期文獻紀錄
鳳山縣舊城的孔廟位於鳳山縣舊城北門外，據清治末期廩生盧德嘉彙纂的《鳳山縣采訪冊》記載當時孔廟規制未備，舊時建築朝東南南，創建略嫌草率。而關於建廟年代，根據高拱乾《臺灣府志》（1696年）、李丕煜《鳳山縣志》（1719年）等書記載，為康熙二十三年（1684年）由鳳山首任知縣楊芳聲創建。然而此一說法與其他文獻有所衝突，例如蔣毓英《臺灣府志》（1685年）便記載楊芳聲是在康熙二十四年（1685年）於府城附近的土墼埕將現有房屋修改成文廟（孔廟），而臺灣道周昌〈詳請開科考試文〉（1686年）也提到當時臺、諸、鳳三縣都只是用簡單房屋供奉牌位權充文廟，未正式創建，故學者謝貴文認為文廟應不可能在康熙二十三年（1684年）時就已建於興隆莊。謝貴文又根據《鳳山縣志》他處提到可能是在康熙二十五年（1686年）興建以及高拱乾《臺灣府志》提到鳳山學田是康熙二十六年（1687年）購置等記載，認為楊芳聲在興隆莊建孔廟應是康熙二十五年（1686年）的事。
康熙四十三年（1704年），颱風侵襲、虫蛀，幾乎傾圯。該年，鳳山知縣宋永清修建文廟，除增設祭祀孔子先世五代的啟聖祠，完備孔廟格局，還在孔廟旁興建義學。
康熙五十八年（1719年）鳳山知縣李丕煜大規模重修，有大成殿、啟聖祠、東西兩廡和櫺星門，《鳳山縣志》形容「規制悉周、壯麗巨觀」。雍正二年（1724年），啟聖祠重新訂名為「崇聖祠」。乾隆十年（1745年），知縣呂鍾琇進行大規模修建，次年（1746年）完工。乾隆十七年（1752年），知縣吳士元再度重修，工程涵蓋大成殿、大成門、崇聖祠等。這次重修之後，《重修鳳山縣志》描述孔廟格局為「中為大成殿、東西廡，前為大成門，又前為櫺星門，兩旁為義路、禮門坊。殿後為崇聖祠」「（明倫）堂前左為福德祠，右為齋宿所。餘儀門、頭門各如制」。
乾隆五十一年（1786年）林爽文事件，南路會首莊大田佔領縣城，廟身遭到破壞。同治四年（1865年），訓導銜陳天奎重建崇聖祠。直到後來訓導葉滋東募款下，於光緒元年到三年（1875年-1877年）期間再次進行重修。除了陳天奎已修建的崇聖祠未動之外，修建範圍包括明倫堂、朱子祠等等設施，並在崇聖祠右邊新建奎樓。光緒時期，孔廟與附屬建築最多達九十二棟。

### 殘留建築之謎
進入日治時期後，舊城公學校（今舊城國小）於明治卅三年（1900年）建校，廟地被改為公學校用地。根據伊能嘉矩的訪查，當時大成殿尚在，並仍掛有御匾，公學校主要是使用後殿上課。大正三年（1914年）因為要新建校舍，拆除東西兩廡與大成門。大正六年（1917年）以蟻害受損嚴重為由，大成殿、禮門、義路等建物遭到拆除，神位移到臺南文昌閣。大成殿所在之地後來變成舊城國小操場。
高雄大空襲期間，鳳山舊城孔廟摧毀殆盡，僅存一棟建築。其屋架造型為三通五瓜式，柱基保存古老的珠形。當時該建築被認為崇聖祠，不過祭孔儀式需於大成殿舉行，遂加匾作為權宜之計，並修建露台、螭陞。二次大戰後的高雄市首次祭孔典禮（1947年8月28日），即是在崇聖祠舉行。
由左營區民選第三屆區長王貴人在1952年在前橫樑上懸「大成殿」木匾。當年教師節，高雄市政府在此舉行祭孔典禮，稱為「左營舊城孔廟」，市長謝掙強主持。戰後到高雄左營孔子廟於1976年建成前，高雄市祭孔典禮仍在此建物舉行，之後相關的文物都移往新廟。舊城國小里區屬聖西里，校方每年都向新生介紹此廟歷史。1982年12月30日，市政府委託校方以新臺幣二百五十一萬元發包給斌發營造公司作修護，由許仲川建築師事務所負責。
1983年1月4日，《民生報》記者韓乃鎮寫專文質疑高雄市政府民政局文獻會將此建物認定為崇聖祠，他依《大清會典》對文廟方位的規定，及乾隆時規定崇聖祠為綠瓦、及其實際建築無門、無門檻，也無五個主神位與「崇聖祠」匾作證據，推測應該是西廡。他後又寫文主張若是《鳳山縣志》所寫的「規制悉周」，這建物地基到康熙年間開鑿的蓮池潭為一百一十公尺，在此短距離中，崇聖祠前有大成殿、有廣場、有大成門、櫺星門，必然延伸到水裡。同日，高雄市政府民政局文獻會執行秘書金祥卿表示，該會將重新考證左營舊孔子廟現存遺蹟的正確名稱。2月5日，文獻委員會執行秘書發表一篇專文，並依《鳳山縣采訪冊》所形容的，繪製了一張左營舊孔廟平面圖，文內重點在於現存建築即崇聖祠。李乾朗表示此建築物確認為崇聖祠，是因早期的孔廟財力不足，規模多因陋就簡，後日即使修建其格局多受當時舊制的限制，興建愈晚的孔廟在建制上才愈完備。另外金祥卿〈左營舊孔廟現存建物正名考〉（1983年）一文中也以羅盤定位，指出該建物的坐向是「坐北向南而稍偏東」。

### 翻修完後狀況

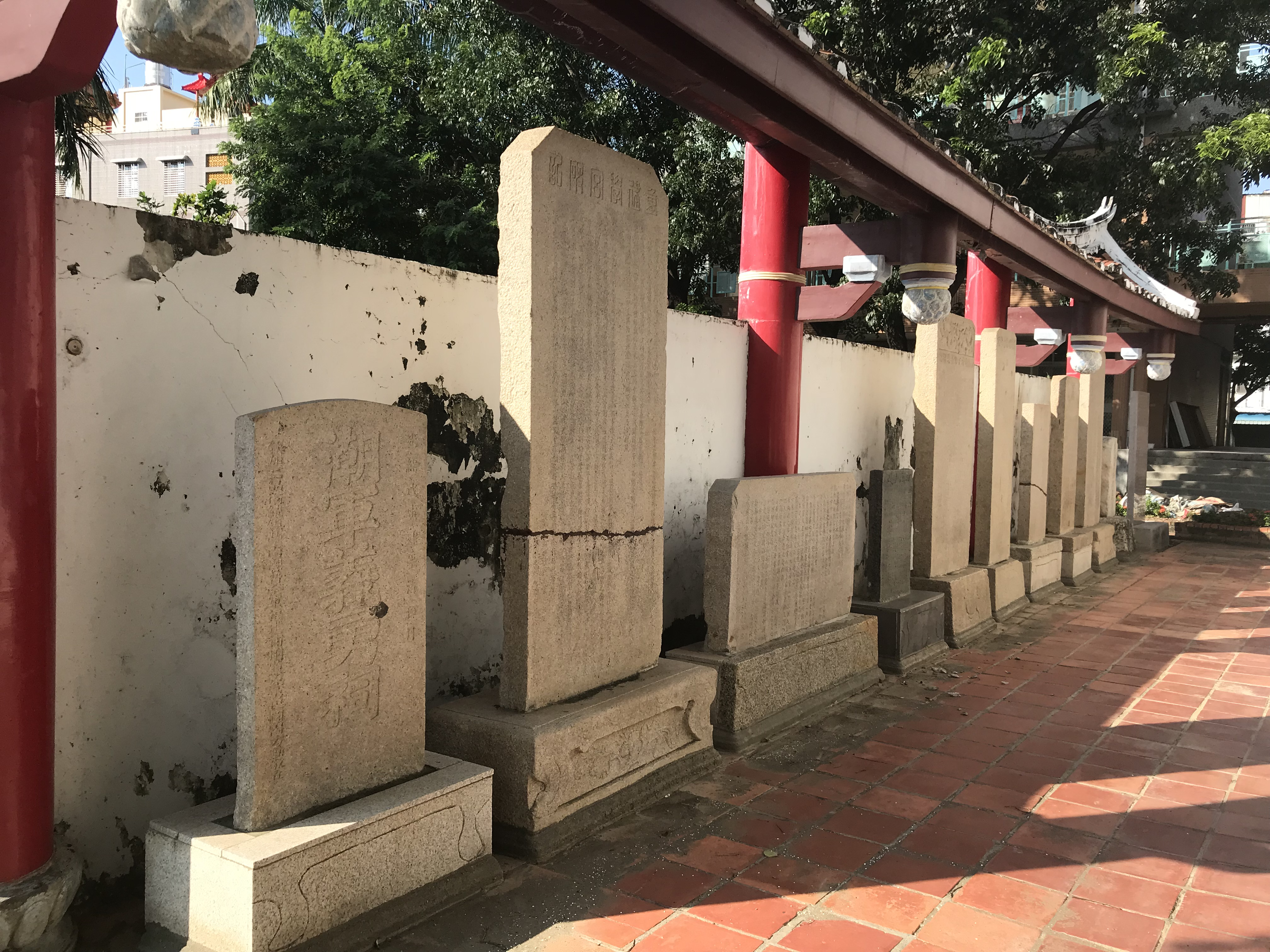
由左至右依次為潮軍義勇祠碑、重修學宮碑、臥碑、功德碑、南協遊府丁公去思碑、新建明倫堂碑、審斷牛埔界址嚴禁侵佔番地碑、奉旨旌表忠義碑、諭封孔子五代王爵並合祀碑、鳳山縣孔子廟下馬碑。於2018年3月7日被列為「古物」類文化資產。

1983年1月8日，這被稱為「崇聖祠」的建物動工修復。次月初，文建會主任委員陳奇祿率領國家古蹟評鑑小組參觀，當時就有學者專家批評這項工程進行得過於「野蠻」。因修護有爭議，地方長老議論說要是拿二百五十一萬元來興建一個圖書分館以崇揚文教，要比修復一個出洋相似的建築物要好得多。該年6月翻修完成。
1984年此建物因修護不當從一級古蹟降為二級，後又降為三級。原先整修完時古石碑還剩十一方，後僅存九方。市長蘇南成將散落石碑在祠後建成碑林。其中孔子廟下馬碑年代為康熙二十六年（1687年），無滿文，為這些舊碑中刻字最為清晰者。一旁豎立以許水德為名的「重修左營舊孔廟宗聖祠碑」，他為舊城國小第卅六屆畢業。
建築旁有一棵印度紫檀老樹，民政局曾花約四十萬元為老樹斷根，以免破壞建築，2000年2月25日再次斷根。

## 傳說故事

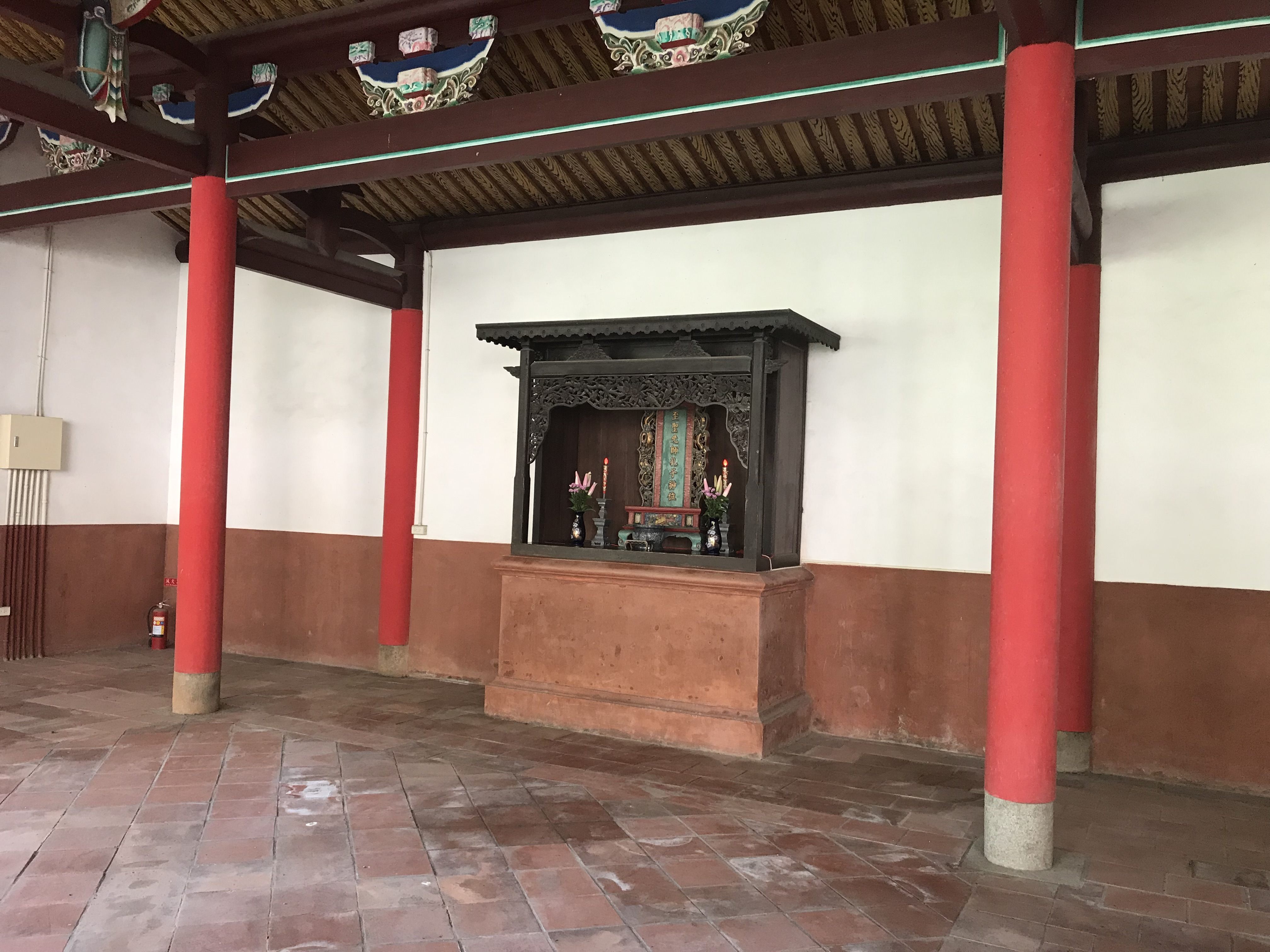
孔子神位

校方人員認為，校長曾被孔子托夢說明自己仍留在舊廟裡，未到新廟。當初牌位移往新廟時，沒有舉行請神儀式，因此校方相信神靈還留在舊廟裡，而學校發生多次事故卻無事，更加深相信傳說。如賽洛馬颱風來襲時，孔廟已十分破舊，旁邊較新的幼稚園倒坍，但孔廟無事；一次學生發生推擠，一名學生被壓在下方沒受傷，不久之後，另一所學校也發生相似的事，卻死一名學生；學校的遊戲設施浪船拖倒一名學生也沒事，另一所學校相同情況，學生卻死亡；另一所學校同時購買同一家店的便當，那所學校發生大規模食物中毒，舊城國小平安。

## 外部連結
- 文化部文化資產局——鳳山舊城孔子廟崇聖祠 （页面存档备份，存于）
- 高雄市政府文化局——鳳山舊城孔子廟崇聖祠